# Poeketi
Poeketi, ook wel geschreven als Poketi of Puketi, is een dorp in het Surinaamse ressort Tapanahony (district Sipaliwini), gelegen aan de rivier Tapanahony. Iets meer stroomopwaarts ligt Drietabbetje.
Op enkele kilometers van het dorp stortte op 15 mei 2010 een vliegtuigje van Blue Wing Airlines neer dat kort daarvoor was opgestegen bij Godo-olo. Bij dit ongeluk kwamen alle acht inzittenden om (zie Blue Wing Airlines-ongeval 2010).
Van 1981 tot 1987 was hier de waterkrachtcentrale van Poeketi in dienst. De centrale werd vervangen door de waterkrachtcentrale van Gran Olo die operationeel werd in 2017.
Vlak bij het dorp ligt de Poeketi Airstrip, een kleine luchthaven met onverharde landingsbaan, vanwaar Blue Wing Airlines en Caricom Airways rechtstreekse lijnvluchten naar Paramaribo verzorgen.
Bij Poeketi werd in april 2024 een hybride zonne-energiecentrale in gebruik genomen die 16 dorpen voorziet in een 24-uursvoorziening van energie. De energie wordt opgewekt door zonnepanelen en overtollig stroom wordt opgeslagen in een batterijsysteem. Een dieselgenerator van 150 kiloVolt-Ampère (KVA) staat stand-by als back-up wanneer er een tekort aan zonne-energie is.
In Poetketi werd in april 2024 het logeergebouw in gebruik genomen. In 2025 werd een drinkwaterstation in het dorp in gebruik genomen.
Affivisiti · Agaigoni · Ajokojokondre · Akani Pata · Aloepi 1 & 2 · Alopi · Antino · Antonio do Brinco · Apetina · Benanoe · Benzdorp · Clementi · Cottica · Draai · Drietabbetje · Gakaba · Godo-olo · Godoro · Granbori · Herminadorp · Intelewa · Kampoe · Kawemhakan · Koemakapan · Kontina · Lensidede · Maboga · Maisa Kampu · Manlobi · Moitaki · Monpoesoe · Nikie · Paloemeu · Peleloe Tepoe · Peruano · Poeketi · Poeloegoedoe · Ronaldo · Sajé · Tjon Tjon · Tutu Kampu · Wanfinga · Wehejok